# Knut Leo Abrahamsen
Knut Leo Abrahamsen (ur. 2 września 1962 w Alta) – norweski narciarz klasyczny, specjalista kombinacji norweskiej, złoty medalista mistrzostw świata juniorów.

## Kariera
W Pucharze Świata Knut Leo Abrahamsen zadebiutował 24 lutego 1984 roku w Falun, zajmując 13. miejsce w zawodach metodą Gundersena. Tym samym w swoim debiucie od razu zdobył pierwsze pucharowe punkty. W klasyfikacji generalnej sezonu 1983/1984 zajął ostatecznie 28. pozycję. Najlepsze wyniki w Pucharze Świata osiągnął w sezonie 1987/1988, który ukończył na piętnastym miejscu. Wtedy też po raz pierwszy i zarazem ostatni w karierze stanął na podium zawodów pucharowych, zajmując trzecie miejsce w Gundersenie 18 grudnia 1987 roku w Bad Goisern.
W 1982 roku wystąpił na mistrzostwach świata juniorów w Murau, gdzie w zawodach indywidualnych wywalczył złoty medal. W kategorii seniorów wystartował tylko na igrzyskach olimpijskich w Calgary w 1988 roku, gdzie indywidualnie uplasował się na 26 pozycji. Po tych igrzyskach postanowił zakończyć karierę.

## Osiągnięcia

### Igrzyska Olimpijskie
| Miejsce | Dzień     | Rok  | Miejscowość | Konkurencja          | Wynik zwycięzcy | Strata  | Zwycięzca      |
| ------- | --------- | ---- | ----------- | -------------------- | --------------- | ------- | -------------- |
| 26.     | 28 lutego | 1988 | Calgary     | Gundersen K-90/15 km | 38:16,8         | +4:38,7 | Hippolyt Kempf |

### Mistrzostwa świata juniorów
| Miejsce | Dzień   | Rok  | Miejscowość | Konkurencja          | Wynik zwycięzcy | Strata | Zwycięzca |
| ------- | ------- | ---- | ----------- | -------------------- | --------------- | ------ | --------- |
| 1.      | 3 marca | 1982 | Murau       | Gundersen K-90/15 km | ?               | -      | -         |

### Puchar Świata

#### Miejsca w klasyfikacji generalnej
- sezon 1983/1984: 28.
- sezon 1984/1985: 20.
- sezon 1985/1986: 17.
- sezon 1986/1987: 25.
- sezon 1987/1988: 15.

#### Miejsca na podium chronologicznie
| Nr | Data            | Miejscowość | Konkurencja         | Wynik zwycięzcy | Pozycja | Strata | Zwycięzca          |
| -- | --------------- | ----------- | ------------------- | --------------- | ------- | ------ | ------------------ |
| 1. | 18 grudnia 1987 | Bad Goisern | Gundersen K90/15 km | ?               | 3.      | ?      | Klaus Sulzenbacher |